# 2021 UEFA 유로파리그 결승전
2021 UEFA 유로파리그 결승전은 UEFA 유로파리그의 50번째 결승전이자 현재의 대회명으로 개명한 이후로는 12번째 결승 경기이다. 경기는 2021년 5월 26일에 폴란드 그단스크에 위치한 그단스크 아레나에서 열렸다.
이 경기는 원래 스페인 세비야에 위치한 에스타디오 라몬 산체스 피스후안에서 열릴 예정이었으나 유럽에서 일어난 코로나19 범유행의 여파로 인하여 2019-20년 UEFA 유로파리그 결승전 개최 장소가 독일 쾰른에 위치한 묑게르스도퍼 슈타디온으로 변경되었다. 이에 따라 2020-21년 UEFA 챔피언스리그 결승전 개최 장소가 폴란드 그단스크에 위치한 그단스크 아레나로 변경되었다.
이 경기의 승리 팀은 2021년 UEFA 슈퍼컵에서 2020-21년 UEFA 챔피언스리그 우승 팀과 경기를 펼치며 2021-22년 UEFA 챔피언스리그 조별 예선에 진출하게 된다.

## 개최지 선정
유럽 축구 연맹(UEFA)은 2020년에 열릴 예정인 UEFA가 주관하는 클럽 대회인 UEFA 챔피언스리그, UEFA 유로파리그, UEFA 슈퍼컵, UEFA 여자 챔피언스리그 결승전 개최지 선정 과정이 2017년 9월 22일부터 시작된다고 밝혔다. 입후보 의사 전달 과정은 2017년 10월 31일을 기해 마감되며 유치 관련 서류는 2018년 3월 1일까지 제출해야 한다. UEFA 유로 2020을 개최하는 국가의 축구 협회는 2020 UEFA 유로파리그 결승전 유치 과정에 참여할 수 없다.
UEFA는 2017년 11월 3일에 폴란드, 포르투갈 2개국 축구 협회가 2020 UEFA 유로파리그 결승전 유치 과정에 참여했다고 밝혔으며 2020 UEFA 유로파리그 결승전 개최 후보 도시 목록을 다음과 같이 공개했다.
- 폴란드 그단스크: 스타디온 에네르가 그단스크 (수용 인원: 43,615명)
- 포르투갈 포르투: 이스타디우 두 드라강 (수용 인원: 50,035명) - 2020년 UEFA 슈퍼컵 유치 과정에도 참여함

UEFA는 2018년 5월 24일에 우크라이나 키예프에서 열린 집행위원회 회의에서 2020 UEFA 유로파리그 결승전 개최지를 폴란드 그단스크에 위치한 스타디온 에네르가 그단스크로 선정했다. 스타디온 에네르가 그단스크는 폴란드와 우크라이나가 공동 개최한 UEFA 유로 2012 경기가 열린 경기장 가운데 한 곳이기도 하다.
유럽 축구 연맹(UEFA) 집행위원회는 2020년 6월 17일에 열린 화상 회의를 통해 유럽에서 일어난 코로나19 범유행의 여파를 고려하여 2020-21년 UEFA 유로파리그 결승전 개최 장소를 독일 쾰른에 위치한 라인에네르기슈타디온으로 변경하는 한편 2020-21년 UEFA 유로파리그 결승전 개최 장소를 폴란드 그단스크에 위치한 스타디온 에네르가 그단스크로 변경했다.

## 결승전까지 가는 길
Note: 아래 모든 결과들에서, 결승전 진출팀들의 스코어는 먼저 주어진다. (H: 홈; A: 원정; N: 중립)
| 순위 | 팀              | 경기 | 승점 |
| ---- | --------------- | ---- | ---- |
| 1    | 비야레알        | 6    | 16   |
| 2    | 마카비 텔아비브 | 6    | 11   |
| 3    | 시바스스포르    | 6    | 6    |
| 4    | 가라바흐        | 6    | 1    |

| 순위 | 팀                  | 경기 | 승점 |
| ---- | ------------------- | ---- | ---- |
| 1    | 파리 생제르맹       | 6    | 12   |
| 2    | 라이프치히          | 6    | 12   |
| 3    | 맨체스터 유나이티드 | 6    | 9    |
| 4    | 이스탄불 바샥셰히르 | 6    | 3    |

## 경기
| 비야레알            | 1 - 1 (연장전) | 맨체스터 유나이티드 |
| ------------------- | -------------- | ------------------- |
| - 제라르 모레노 29′ |                | - 에딘손 카바니 55′ |
| 승부차기            |                |                     |
|                     | 11 - 10        |                     |

| 비야레알 | 맨체스터 유나이티드 |

| GK            | 13 | 헤로니모 룰리       |
| RB            | 8  | 후안 포이트         |
| CB            | 3  | 라울 알비올 (c)     |
| CB            | 4  | 파우 토레스         |
| LB            | 24 | 알폰소 페드라사     |
| CM            | 5  | 다니 파레호         |
| CM            | 25 | 에티엔 카푸         |
| CM            | 14 | 마누 트리게로스     |
| RF            | 7  | 제라르 모레노       |
| CF            | 9  | 카를로스 바카       |
| LF            | 30 | 예레미 피노         |
| 교체:         |    |                     |
| GK            | 1  | 세르히오 아셍호     |
| DF            | 2  | 마리오 가스파르     |
| DF            | 6  | 라미로 푸네스 모리  |
| DF            | 15 | 페르비스 에스투피냔 |
| DF            | 18 | 알베르토 모레노     |
| DF            | 20 | 루벤 페냐           |
| DF            | 21 | 하우메 코스타       |
| MF            | 12 | 다니 라바           |
| MF            | 19 | 프랑시스 코클랭     |
| MF            | 23 | 모이 고메스         |
| FW            | 17 | 파코 알카세르       |
| FW            | 34 | 페르 니뇨           |
| 감독:         |    |                     |
| 우나이 에메리 |    |                     |

| GK                 | 1  | 다비드 데 헤아        |
| RB                 | 29 | 애런 완-비사카        |
| CB                 | 2  | 빅토르 린델뢰프       |
| CB                 | 3  | 에릭 바이             |
| LB                 | 23 | 루크 쇼               |
| CM                 | 6  | 폴 포그바             |
| CM                 | 39 | 스콧 맥토미니         |
| RW                 | 11 | 메이슨 그린우드       |
| AM                 | 18 | 브루누 페르난드스 (c) |
| LW                 | 10 | 마커스 래시퍼드       |
| CF                 | 7  | 에딘손 카바니         |
| 교체:              |    |                       |
| GK                 | 13 | 리 그랜트             |
| GK                 | 26 | 딘 헨더슨             |
| DF                 | 5  | 해리 매과이어         |
| DF                 | 27 | 알렉스 텔레스         |
| DF                 | 33 | 브랜든 윌리엄스       |
| DF                 | 38 | 악셀 튀앙제브         |
| MF                 | 8  | 후안 마타             |
| MF                 | 17 | 프레드                |
| MF                 | 19 | 아마드 디알로         |
| MF                 | 21 | 대니얼 제임스         |
| MF                 | 31 | 네마냐 마티치         |
| MF                 | 34 | 도니 판 더 베이크     |
| 감독:              |    |                       |
| 올레 군나르 솔샤르 |    |                       |

| 선심: 니콜라 다노 (프랑스) 시릴 그랭고르 (프랑스) 대기심: 슬라브코 빈치치 (슬로베니아) 비디오 보조심판(VAR): 프랑수아 르텍시에 (프랑스) 보조 비디오 보조심판(VAR): 제롬 브리자르 (프랑스) 방자맹 파제 (프랑스) 폴 판 부컬 (네덜란드) | 경기 규칙 - 전후반 90분 동안 경기를 진행한다. - 전후반 90분 상황에서 동점이면 연장전 30분을 진행한다. - 연장전에서도 동점이면 승부차기를 진행한다. - 교체 선수 명단은 12명까지 올릴 수 있으며 한 팀당 최대 5명까지 교체할 수 있다. 연장전에 들어간 경우에는 최대 6명까지 교체할 수 있다. 각 팀에게는 3번의 선수 교체 기회가 주어지며 연장전에 한해 4번째 선수 교체 기회가 주어진다. 단 하프타임, 연장전 시작 이전, 연장전 하프타임에 일어난 선수 교체는 제외된다. |

## 같이 보기
- 2020-21년 UEFA 유로파리그
- 2021 UEFA 챔피언스리그 결승전
- 2021년 UEFA 슈퍼컵